# 坪井章子
坪井 章子（つぼい あきこ、1937年1月1日 - ）は、日本の女性声優、ナレーター。静岡県出身。青二プロダクション所属。

## 経歴
テレビタレントセンター、大阪テレビタレントビューロー（TTB）を経て、青二プロダクション所属（創立メンバー）。

## 人物
声種はアルト（A - D）。
1997年時点の日本のアニメにおいて、レギュラー、ゲストを問わず、もっとも多くの母親役を演じており、上品かつ包容力を感じさせる声で数多くの母親役を演じてきた。
趣味は美術館散歩。方言は遠州ことば。
娘は女優・声優の坪井木の実。

## 出演

### テレビアニメ
1966年
- 鉄腕アトム (アニメ第1作)（ブルボの母）

1968年
- ゲゲゲの鬼太郎（第1作）（1968年 - 1969年）
- 魔法使いサリー（アキオ、春夫）

1969年
- タイガーマスク（1970年 - 1971年、エミリー・ドルシャン、ジェーン、ヨシ坊の母親）
- ひみつのアッコちゃん（1969年 - 1970年、カン吉、ギョロ）
- もーれつア太郎

1970年
- いなかっぺ大将
- 昆虫物語 みなしごハッチ（スズメバチの子ども）

1971年
- アパッチ野球軍（千恵子、女子高生、マリ〈代役〉、場内アナウンス 他）
- ゲゲゲの鬼太郎（第2作）（1971年 - 1972年）
- さるとびエッちゃん（1971年 - 1972年）
- アンデルセン物語

1972年
- デビルマン（チャコ 他）

1973年
- バビル2世（母）
- マジンガーZ（捨て子の母親・理沙）
- ミクロイドS（河内志津子の母〈第7話のみ〉）
- ミラクル少女リミットちゃん（乙姫先生 他）

1974年
- アルプスの少女ハイジ（ブリギッテ〈初代〉）
- 宇宙戦艦ヤマト（1974年 - 1975年、古代の母、相原の母）
- グレートマジンガー
- ゲッターロボ
- ドロロンえん魔くん
- 魔女っ子メグちゃん

1975年
- 一休さん（伊予の局〈初代〉、ナレーター〈初代〉、おはる 他）
- 少年徳川家康（本多小夜）
- ラ・セーヌの星（ママ）

1976年
- アラビアンナイト シンドバットの冒険（女王）
- キャンディ・キャンディ（トニーの母）
- ハックルベリィの冒険（先生）
- 母をたずねて三千里（ジーナ・クリスティーニ、ナレーション、看護婦）
- ブロッカー軍団IVマシーンブラスター（天平の母親〈ヘルクイーンの変装〉）
- みつばちマーヤの冒険（女王、アゲハチョウ）

1977年
- あらいぐまラスカル（キャサリン・スティーブンソン、ナレーション 他）
- アローエンブレム グランプリの鷹（逢瀬たま）
- おれは鉄兵（上杉忍）
- 野球狂の詩（王島の母、水原里子〈水原勇気の母〉）
- 若草のシャルロット（シモーヌ、ナレーション）

1978年
- 宇宙海賊キャプテンハーロック（1978年 - 1979年、魔女アマン、マゾーン司令、クレオ）
- 銀河鉄道999（1978年 - 1980年、鉄郎の母、ジミー、アルテミスの母、ポリス、老人）
- ドカベン（葉子、場内アナウンス）
- ペリーヌ物語（マルセルの母）
- 魔女っ子チックル（波江）
- ピンク・レディー物語　栄光の天使たち
- 星の王子さま プチ・プランス（母）

1979年
- 赤毛のアン（スペンサー夫人）
- 円卓の騎士物語 燃えろアーサー（王妃）
- 科学冒険隊タンサー5（幹江の母）
- 銀河鉄道999 君は戦士のように生きられるか!!（鉄郎の母）
- こぐまのミーシャ（1979年 - 1980年、ママ）
- トンデモネズミ大活躍（マージェリー）
- 日本名作童話シリーズ 赤い鳥のこころ（ナレーション 他）
- 花の子ルンルン（ミス・ソマーズ、ニコラの母）

1980年
- 銀河鉄道999 君は母のように愛せるか!!（アルテミスの母）
- 魔法少女ララベル

1981年
- 銀河旋風ブライガー（シスターメリー）
- ハロー!サンディベル（別荘の婦人、リンダ＝エドワード）
- まいっちんぐマチコ先生（ヒロシの母）
- 若草の四姉妹（姉妹の母）
- ワンワン三銃士（1981年 - 1982年、ダルタニヤンの母）

1982年
- うる星やつら（面堂の母）
- おちゃめ神物語コロコロポロン（リューラン）
- パタリロ!（ミリオネア公国女王、ナレーション）
- 南の虹のルーシー（シルビア・プリンストン）

1983年
- タオタオ絵本館
- パーマン（ミツオの母 他）
- ベムベムハンターこてんぐテン丸（天狗ママ）
- まんが日本史（古墳時代の母親の百姓）
- 吾輩は犬である ドン松五郎の生活（ゆき）
- ななこSOS

1984年
- とんがり帽子のメモル（ナレーション、ミーサ、オードリィ 他）
- みゆき（おばさん）
- リトル・エル・シドの冒険（テレサ 他）

1986年
- ゲゲゲの鬼太郎（第3作）（1986年 - 1988年、雪女、鬼太郎の母）
- ドリモグだァ!!（ドリモグの母）
- メイプルタウン物語（ナンシー）
- めぞん一刻（こずえの母）

1987年
- 新メイプルタウン物語 パームタウン編（スージー）
- 北斗の拳2（カイオウの母）
- 聖闘士星矢（1987年 - 1988年、氷河の母）

1988年
- グリム名作劇場（お妃）
- 小公子セディ（ガストン夫人）
- ドラゴンボール（チューリーの母）

1989年
- 美味しんぼ（1989年 - 1991年、周夫人 / 宋芳蘭、士郎の母）
- シティーハンター2（ナレーター）
- ポンキッキ めいさくわーるど（ナレーション）

1990年
- 魔法使いサリー（星太の母）

1992年
- 妖精ディック（アンの母）

1995年
- アニメ世界の童話（母親）

1997年
- クレヨンしんちゃん（玉野の母）

1998年
- 星方武侠アウトロースター（銀河の龍脈）

1999年
- 風雲!戦国を駆ける武将〜アニメ静岡県史〜（ナレーション）

2000年
- 激動!歴史を変える男たち〜アニメ静岡県史〜（ナレーション）

### 劇場アニメ
1969年
- ひとりぼっち

1970年
- ちびっ子レミと名犬カピ（ゼルビーノ）

1975年
- アンデルセン童話 にんぎょ姫（予告編ナレーション）

1977年
- 世界名作童話 白鳥の王子（予告編ナレーション）

1978年
- 宇宙海賊キャプテンハーロック アルカディア号の謎（魔女アマン）
- あんじゅとずしおう（語り）

1979年
- 銀河鉄道999 劇場版（鉄郎の母）

1981年
- さよなら銀河鉄道999-アンドロメダ終着駅-（鉄郎の母）

1982年
- ぼくは子象の消防隊（母さん象）

1983年
- パーマン バードマンがやって来た!!（ミツオのママ）

1984年
- 風の谷のナウシカ（ラステルの母）

1985年
- とんがり帽子のメモル（ジミーの母）

1986年
- メイプルタウン物語（ナンシー）

1987年
- ふしぎな錦（お母さん）

1989年
- 聖闘士星矢 最終聖戦の戦士たち（氷河の母）

1991年
- 機動戦士ガンダムF91（ナディア・ロナ）
- ハックルベリィの冒険（先生）
- ハローキティの魔法の森のお姫さま（王妃）

1999年
- はとよ ひろしまの空を（ナレーション）

2001年
- 源吉じいさんと子ぎつね（ナレーション）

2003年
- Pa-Pa-Pa ザ★ムービー パーマン（みつ夫のママ）

### OVA
- るーみっくわーるど 炎トリッパー（1986年、涼子の母）
- ハートカクテルVol.2（1987年）
- アニメ ハチ公物語（1988年、上野夫人）
- 遠山桜宇宙帖 奴の名はゴールド（1988年、EDO）
- 六神合体ゴッドマーズ 十七歳の伝説（1988年、アイーダ[28]）
- B・B.(2)〜ENTER THE RING（1990年、森山の母）
- 破妖の剣（1992年、マンスラム）
- アニメ・アート・ビデオ・コレクション「ジャックと豆の木」（1993年、ナレーション）
- シャーマニックプリンセス（1997年、術師）

### ゲーム
- サーク（サリア・カート） - 2作品[注 1]
- 松本零士999 〜Story of Galaxy Express 999〜（星野加奈江）
- ダンジョンエクスプローラーII（ウルド）
- 魔物ハンター妖子 〜遠き呼び声〜（フェリアム）

### CD
- 風の大陸〜邂逅編〜（ラウリア）
- VOICELAND DORAMA CD 悪魔人形（サナエの母）
- 霊能者・緒方克巳 サウンド・コレクション  悪霊のいる教室（緒方玲子）
- めぞん一刻 サウンド・シアター Vol.21、23
- 世界名作絵本8「シンデレラ」
- シートン動物記 1、2
- 耳で聴く天声人語CD（語り）

### 吹き替え

#### 映画
- 帰って来たテキサス野郎（ヨーヨー〈ロニー・トーマス〉）
- 騎兵隊最後の砦 ※TBS「月曜ロードショー」版
- ペチコート作戦（ドロレス〈ジョーン・オブライエン〉）※TBS「月曜ロードショー」版

#### ドラマ
- チャームド〜魔女3姉妹（ヘレン）
- 香港カンフー・ドラゴン少林寺

#### テレビ番組
- グレートマザー物語（デーブ・スペクターの母親の声の吹き替え）

### ボイスオーバー
- コズミックフロント〜発見！驚異の大宇宙〜「旧ソ連 幻の宇宙計画〜天才科学者コロリョフの見た夢〜」

### 特撮
- SFドラマ 猿の軍団（マーリの声）

### テレビナレーション
- スーパーJチャンネル
- 露木茂のTOP情報
- 日曜TOP情報
- クローズアップ現代
- NEWS23X
- 噂の!東京マガジン
- TIME3
- タイムアングル
- ビッグトゥデイ
- おはよう!ナイスデイ
- 情報プレゼンター とくダネ!
- フランダースの犬（番宣ナレーション、1975年）
- BSスペシャル「自然満喫！日帰りトレッキング〈ポンポン山編〉」（出演・本山賢司、NHK-BS2、1998年）
- 赤道大紀行
- 知ってドーするの!?
- 虎ノ門市場便り（2009年 - ）
- 虎ノ門市場スペシャル（2009年 - ）
- 虎ノ門市場〜幸せごはん漫遊記〜※（テレビ東京、「7スタLIVE」、「7スタライブ」、「なないろ日和!」内）
- 虎ノ門市場〜毎日、幸せごはん。〜※（テレビ東京、「7スタLIVE」、「7スタライブ」、「なないろ日和!」内、2019年 - ）
- 虎ノ門市場特別編（テレビ東京、BSジャパン、2015年 - ）
- 厳選いい宿&虎ノ門市場（テレビ東京、BSジャパン、2015年 - ）
- 厳選いい宿&虎ノ門市場スペシャル（テレビ東京、BSジャパン、2015年 - ）
- 春の名湯＆築地グルメ（テレビ東京、BSジャパン、2015年）
- 新緑の旅＆名店グルメ（テレビ東京、BSジャパン、2015年）
- 新緑の旅＆築地グルメ（テレビ東京、BSジャパン、2015年）
- 初夏の旅＆築地グルメ（テレビ東京、BSジャパン、2015年）
- 夏の旅＆北海道グルメ（テレビ東京、BSジャパン、2015年）
- 夏の湯宿＆築地グルメ（テレビ東京、BSジャパン、2015年）
- 北海道グルメ&秋の旅（テレビ東京、BSジャパン、2015年）
- 舞の海＆ボビーのちょっと寄り道 秋のごちそうスペシャル（テレビ東京、BSジャパン、2015年）
- GW（ゴールデンウイーク）に役立つ！舞の海とボビーのちょっと寄り道（テレビ東京、BSジャパン、2016年）
- 厳選いい宿と東北グルメ旅（テレビ東京、BSジャパン、2015年）
- 厳選いい宿&築地年末グルメ（テレビ東京、BSジャパン、2015年）
- 厳選いい宿&築地グルメ大放出SP（テレビ東京、BSジャパン、2016年）
- おいしい旅、みつけた。（BSジャパン、2018年、2019年）
- 幸せごはん、みつけた。（BSジャパン、2019年 - ）
- お気に入りサタデー（BSジャパン、2021年）
- わたしが子どもだったころ〜女優・タレント 小池栄子〜（語り）
- 天上の青
- 海外ドキュメンタリー（NHK）
  - 「新たな生命観・人工授精」（1995年）
  - 「クラッシュ 〜検証・自動車事故〜」（1998年）、他
- 小さな旅（手紙朗読）
- BSドキュメンタリー（NHK）
  - 「新たな生命観・人工授精」（1995年）
  - 「消えた入院患者たち 〜クロアチア ブコバル虐殺事件〜」（1997年）
  - 「ヨルダン・名誉殺人 〜女性を支配する男社会の掟〜 （1999年）
  - 「女性たちが語るアルバニア」（2000年）、他
- ウィークエンドスペシャル「五大陸横断 20世紀列車がゆく オリエント幻想の果てに〜ヨーロッパ オリエント急行の旅〜」（出演・林望、NHK、1997年）
- 知への旅（NHK）
  - 「ベルナール・ビュッフェ 〜黒い線が描く生と死〜」（1998年）、他
- しずおか2003 「100歳の肖像画 -画家 山田季幸さん-」（NHK、2003年）
- めくるめく!!世界ビジュアル大図鑑（関西テレビ、2009年）
- バラエティーニュース キミハ・ブレイク「職業発見バラエティ 夢のシゴトにつく条件」（2009年）
- 20世紀超完全保存版！世界に眠る幻の(秘)映像大発掘スペシャル！（TBS）
- ニノさん「ドラマ仕立ての情報バラエティー 二宮和也の3分間劇場」（2014年）
- 投票しますか〜特養老人ホームと選挙〜（富山テレビ、2002年）
- お宝TVデラックス「日本のお母さん」（2007年）
- サンバリュ「上には上がいるもんだ」（2016年、2017年）

### CMナレーション
- 山本本家 神聖「いっぱいやっか?」（出演・伴淳三郎、1962年 - 1964年）
- プリマハム プリマのフランク・ガブリシリーズ（1974年）
- 大塚食品 ボンカレーGOLD（出演・王貞治、1979年、1980年）
- 日本宝くじ協会　オータムジャンボ宝くじ「謎のイケメン　金造」編、「心みだされる泰造」編、「ダンス」編（出演・米倉涼子、原田泰造、佐野岳、2014年）
- ハナマルキ 無添加みそ 「原点帰り」編、「お母さんの無添加みそ」編（出演・芦田愛菜、2011年、2012年）
- テクニクス コンサイスコンポ ビッグGM（出演・小林亜星、すぎやまこういち、1979年）
- キッコーマン デリシャスソース（出演・竹村健一、1982年）
- カルビー かっぱえびせん 「ミドルサイズ登場」編、「エビA・B ミドルサイズ」編、「バリバリ天然カルシウム」編、他（えびの声・夢路いとし、喜味こいし、1998年 - 2000年）
- ダイヤックス ポピー（1981年）
- 興和 キャベ2＆液キャベ（出演・いかりや長介、藤竜也、1999年）
- コロナ ストーブ（出演・田中邦衛、1987年 - 1992年）
- コロナ エアコン（出演・田中邦衛、1987年 - 1992年）
- コロナ ファンヒーター（出演・田中邦衛、1986年 - 1992年）
- バンダイ ガシャポン「SDガンダムワールド」
- ポピー 超合金（出演・愛川欽也、1975年、1976年）
- 明治製菓 明治キンケイ おでんの素（出演・愛川欽也、1973年）
- ヤクルト ミルミル（1978年）
- クリネックス クリネックスティシュー・奥さまほかほかプレゼント（1978年）
- 江崎グリコ「宇宙戦艦ヤマトカプリコ」（1979年）
- コクヨ ファミーアルバム （1982年）
- 松下電器産業　炊飯器あじわい「きりたんぽ」（1970年）
- 松下電器産業 ナショナル Wスチームアイロン（1981年）
- 松下電器産業 ナショナル ネオ・ハイトップ 「おとなのお使い」編 ラジオCM（1981年）
- 松下電器産業 ナショナル 掃除機スタンバイ 「なでるよりたたけ」編 ラジオCM（1981年）
- 松下電器産業 ナショナル ラブアイ（1984年）
- 松下電器産業 Panasonicブレンビー「こんにちは赤ちゃん」ラジオCM（1992年）
- VO5 ヘアスプレー（1981年）
- 亀田製菓 ハッピーターン（1979年）
- 角川映画「悪霊島」ラジオCM（1979年）
- 東映まんがまつり（1970年代）
  - アンデルセン童話 にんぎょ姫（予告編ナレーション）
  - 世界名作童話 白鳥の王子（予告編ナレーション）、他
- サンスター GUM（ガム）（1991年）
- 呉竹 筆ぺん（1983年）
- 小学館 日本大百科全書「お母さんの口ぐせ」ラジオCM（1984年）
- メナード クリアレイク（出演・岡田奈々、1981年）
- メナード ファンデーション（出演・岡田奈々、1982年、1983年）
- なとり なとりの珍味「チーズ鱈」（出演・稲川淳二、1983年）
- 産経新聞「ほかに知るべき事がある、『体脂ボール』プレゼント」編（サラリーマンの声・アンガールズ〈サラリーマンのデザインは弘兼憲史が担当した〉、2006年、2007年）
- 花王 ディープクリーン 「薬用バイタルハミガキ」編、「歯周ケアハブラシ」編、「センシティブA・薬用ハミガキ」編、「バイタル・薬用液体ハミガキ」編（出演・川嶋典子、2011年 - 2013年）
- NTT DoCoMo ポケットボードパレ 「コンパクト」編（2000年）
- デュポン テフロン 「にせもの工場」編（2001年）
- ライオン　ザクトライオン「歯も男を語る デート / 会議 / マージャン」ラジオCM（1975年）
- ライオン ハリックス 「ハリックス55(温感) リハーサル」編、「ハリックスIDローション ステージ」編（2001年）
- エーザイ トラベルミン ラジオCM（1976年）
- エーザイ サクロンS ラジオCM（1976年 - 1978年）
- 森永乳業 クリープ・ソネットおしゃれパックプレゼント ラジオCM（1977年）
- 明治乳業 牛乳 ラジオCM（ママの声、1978年）
- 明治乳業 ヨーグルト ラジオCM（ママの声、ナレーション、1978年）
- ニッセイアセットマネジメント より獲り実獲り（2000年 - 2002年）
- ヤマト運輸 クロネコヤマト クール宅急便「勝負ガニ」ラジオCM（2001年）
- トステム Duo PG『日本の窓が変わる』篇（出演・加護亜依、辻希美、2004年）
- ファミリーマート（2006年、2007年）
- 宝島社 よく見える! よく読める! ルーペメガネBOOK（2017年 - 2019年）

### ラジオドラマ
- 銀河鉄道999（鉄郎の母、メノウ）※劇場版第3作公開に併せて放送されたもの
- 青山二丁目劇場「シーサイドハウス」（稲葉花江）
- 青山二丁目劇場「嘘と真」（上島雅代）
- 青山二丁目劇場特番　銀河万丈　読み語り「ごんべん」十周年記念公演「面のをんな」（ナレーション）
- Tokyo Copywriters' Street「反論の余地」（語り）
- 泣きたいときのクスリ2008（浅田の母）
- 金光教の時間　(ナレーション)

### 舞台
- 言奏〜ふたつの愛の物語〜（BELOVED公演、2005年）
- 朗読会「魂の声・失われた24年」（2004年）
- 物語シアター第1回公演（2007年）

### その他コンテンツ
- ミュージカルバラエティ 魅惑の宵
- 慶應義塾大学 定期演奏会 114 - 117回（司会、語り手）
- 山梨県立科学館 プラネタリウム 2001年秋番組「オーロラストーリー」（ナレーション）
- 〈文部科学省選定〉「つりばしわたれ」（朗読）
- 朝日ソノラマ　ソノシート・仮面ライダー「恐怖のくも男」（ひろみ）
- 朝日ソノラマ ソノシート・ゲゲゲの鬼太郎「妖怪大戦争」（魔女）
- 朝日ソノラマ ソノシート・アンデルセン童話 にんぎょ姫（ナレーション）
- 朝日ソノラマ ソノラマエース・パピィシリーズ「母をたずねて三千里」（ナレーション）
- 朝日ソノラマ 声のえほん・うかれバイオリン（ナレーション）
- 小学館・学習雑誌　ソノシート「おさむくんむしのくにへいく」（エンマコオロギのメス、黒猫）
- 小学館「幼稚園」1971年7月号ソノシート・帰ってきたウルトラマン（坂田アキ、女性ナレーション）
- 万創のテレビアイドルえほん ソノシート・ウルトラマンA「ヤプール人のしんりゃく」（南夕子）
- 朝日新聞社 ソノシート「世界動物百科別冊・（続）日本の野鳥」（ナレーター）
- おはなしとびだせ!世界名作童話集1「あわてウサギ」
- 角川版アニメ世界名作劇場「みつばちマーヤの冒険」（旧女王、ナレーション）
- 角川版アニメ世界名作劇場「母をたずねて三千里」（ナレーション）
- ヴォイス・フェスティバル ルーとソロモン
- こどものミュージカル・シリーズ「かわいいポストマニ姫」
- 一匹をささえる一兆 ―水中の小さな生物たち（語り、制作・東映教育映画部、1975年）
- 学研ビデオ「0歳児とのふれあい」（解説、制作・学研、1982年）
- ユネスコ・世界遺産 THE WORLD（ナレーション）
- 世界遺産シリーズ・白神山地 〜ブナ林と動植物の豊かなつながり〜（解説、制作・日本シネセル）
- 大学から明日が見える 〜開かれた大学の姿〜（ナレーション、制作・東京シネ・ビデオ）